# درخاوکا
درخاوکا (به لهستانی:  Derhawka) یک روستا در لهستان است که در گمینا چرمخا واقع شده‌است.